# Петровский (Долбенкинский сельсовет)
Петро́вский — упразднённый посёлок, существовавший на территории Дмитровского района Орловской области до 1986 года. Входил в состав Долбенкинского сельсовета.

## География
Располагался в 14 км к юго-востоку от Дмитровска на северной окраине урочища Сухая Хотынь, по левую сторону дороги из посёлка Новоалексеевский в село Малое Боброво.

## История
В 1926 году в посёлке было 11 дворов, проживало 64 человека (29 мужского пола и 35 женского). В то время Петровский входил в состав Трофимовского сельсовета Долбенкинской волости Дмитровского уезда. Позднее передан в Долбенкинский сельсовет. Во время Великой Отечественной войны, с октября 1941 года находился в зоне немецко-фашистской оккупации. Бои за освобождение посёлка 26 февраля 1943 года вела 60-я стрелковая дивизия 3-й армии, а 2-го марта 1943 года — 667-я отдельная рота связи 246-й стрелковой дивизии 65-й армии. Посёлок был окончательно освобождён в августе 1943 года. До конца 1950-х годов крестьянские хозяйства Петровского входили в состав колхоза имени Крупской (центр в п. Новоалексеевский), затем вошли в состав более крупной артели — имени XXI съезда КПСС (центр в с. Долбёнкино). Упразднён 25 апреля 1986 года.

## Население
| 64 |